# Kameido-Schrein

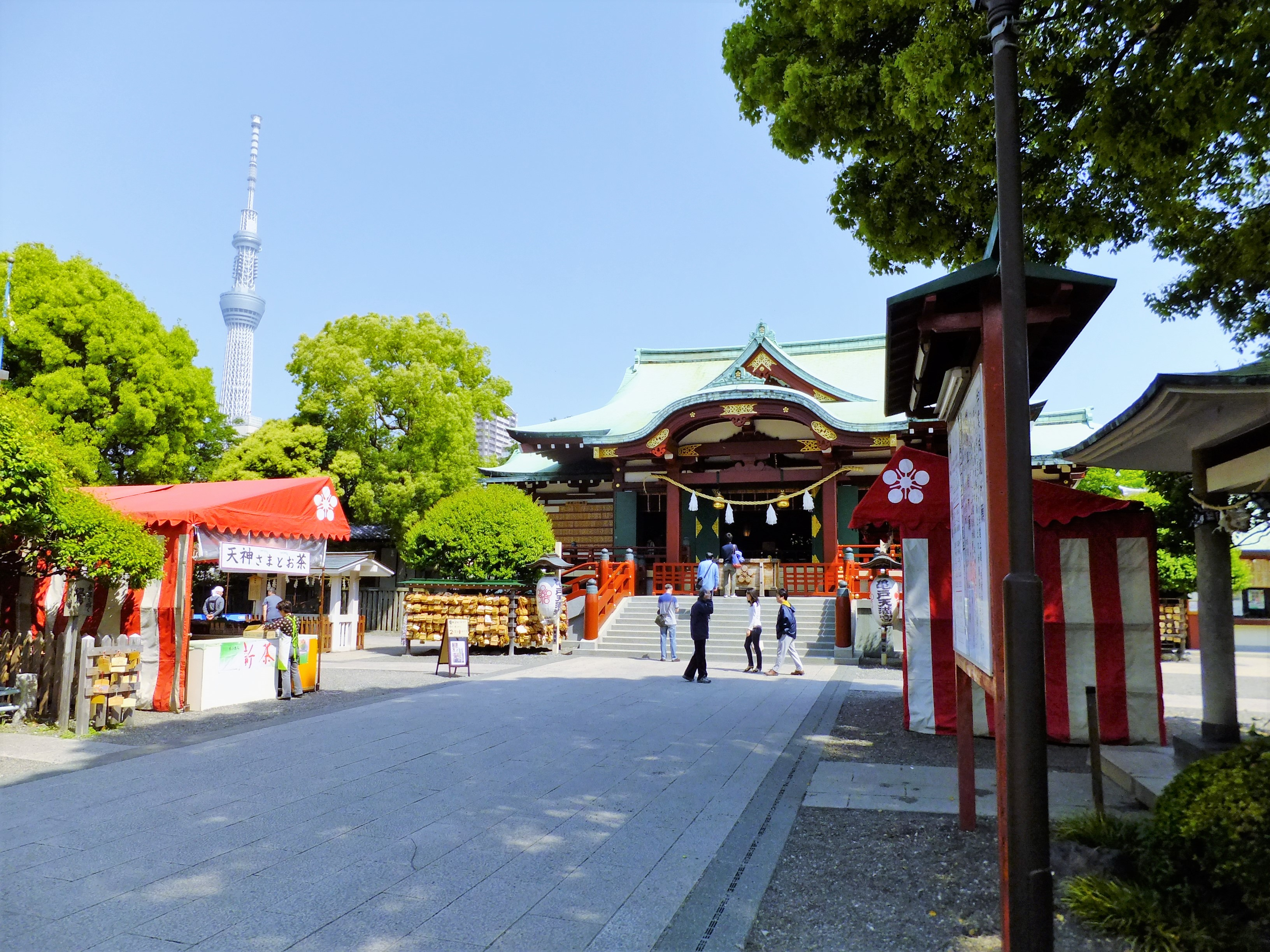
Kameido-Schrein

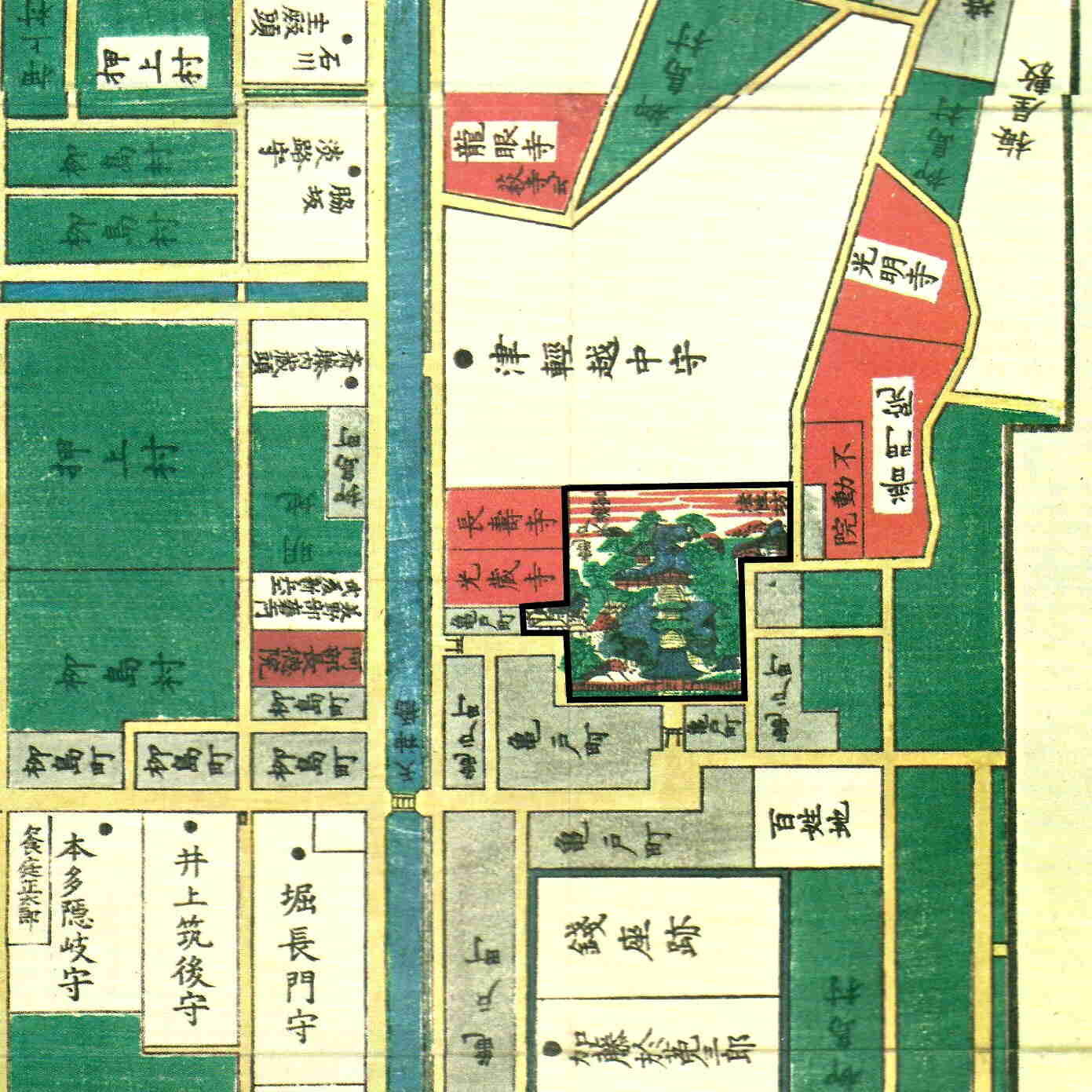
Der Schrein
am Ostrand der Stadtteilkarte Honjo (1855)

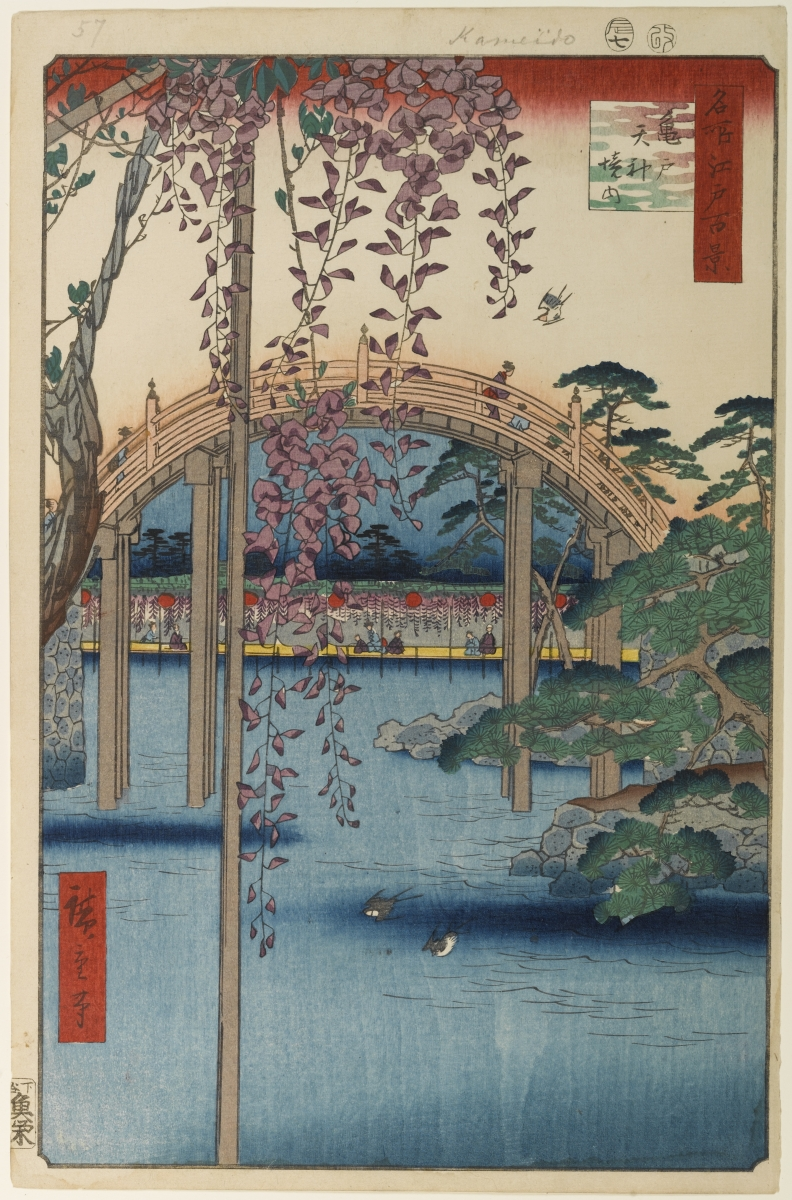
Utagawa Hiroshige

Der Kameido-Schrein (japanisch 亀戸天神社, Kameido Tenjinsha) im Bezirk Kōtō in Tokyo ist Sugawara no Michizane, dem Beschützer der Gelehrten geweiht.

## Geschichte und Bedeutung
Michizane (854–903), einer der großen Gelehrten der Heian-Zeit, starb während einer Art Verbannung in Dazaifu und wurde dort in einem groß angelegten Schrein verehrt. In der Mitte des 17. Jahrhunderts bemühte sich der Oberpriester des Dazaifu-Schreins, Ōtorii Nobusuke, auch in dem aufblühenden Edo neben dem bereits existierenden Yushima Tenman-gū einen angemessen großen Schrein zu errichten. Er erhielt im Rahmen des Wiederaufbaus nach dem großen Meireki-Großbrand 1657 im Jahre 1661 ein Gelände neben einem Pflaumen-Garten in Kameido am Ostrand der Stadt, was gut zur Pflaumenblüte im Wappen der Sugawara passte. Nach dem Vorbild von Dazaifu wurde vor dem Schrein ein Teich in Herzform angelegt, über den zwei Trommelbrücken (太鼓橋, Taiko-bashi) gebaut wurden. Die äußere, größere wird „Männer-Brücke“ (男橋, Otoko-bashi), die innere, kleinere „Frauen-Brücke“ (女橋, Onna-bashi) genannt. Am Teich wurden Spaliere mit Wisterien angelegt.
Der Hof förderte den Schrein. So soll Gomizunoo-tennō die Namenstafel und Reigen-tennō Gedichte zu Tenman tenjin für den Schrein geschrieben haben. 1777 besuchte Shogun Tokugawa Ietsuna den Schrein. 1873 erhielt der Schrein als Stadtschrein (府社, fusha) die Bezeichnung Kameido-jinja (亀戸神社), 1878 die Bezeichnung Kameido tenjin-sha.
Als Besonderheit des auf Nordsüd ausgerichteten Schreins waren die Ecken des Daches des Eingangstors mit den Shijin (四神) geschmückt. Das sind die vier Tiere in charakteristischen Farben, die in der chinesischen Mythologie den vier Himmelsrichtungen zugeordnet sind. Diese Vorstellung gelangte schon im 8. Jahrhundert nach Japan, wie die Ausmalung des Takamatsuzuka-Grabes (高松塚古墳, Takamatsuzuka kofun) in der Präfektur Nara belegt. Der Osten ist durch den Blauen Drachen (Seiryū) gekennzeichnet, der Süden durch den Roten Vogel (Shujaku). Im Westen steht der Weiße Tiger (Byakko), im Norden die Schwarze Schildkröte (Genbu).
Der Schrein brannte im Zweiten Weltkrieg ab. Beim Wiederaufbau verzichtete man auf das Torhaus im Rōmon (楼門)-Stil.
Jedes Jahr am 24. und 25. Januar wird – ähnlich wie in Dazaifu am 7. Januar – das usokae-Ritual (うそ替え神事, usokae shinji) durchgeführt. Das ist ein Wortspiel mit uso (鷽), einem Vogel, und uso (嘘), der Lüge. Man hofft durch das Austauschen von hölzernen Uso-Vögeln, Lügen des letzten Jahres mögen sich doch noch in etwas Gutes verwandeln. Da Sugawara no Michizane der Helfer in der Wissenschaft ist, wird der Schrein zur Zeit der Aufnahmeprüfungen für die Universitäten im Januar und Februar häufig aufgesucht, um dort eine Bitt-Tafel (Ema) anzubringen. Im Frühsommer wird eine Woche gefeiert, wenn die Wisterien in voller Blüte stehen. Die im Eingangsbereich mit Würzmehl bestäubten Reisbällchen (葛餅, kuzumochi) werden seit 1805 vom Geschäft Funabashiya verkauft.
Der populäre Schrein wurde schon bald zu einem beliebten Ausflugsziel und wurde oft abgebildet. Am bekanntesten ist das Blatt von Hiroshige mit der großen Trommelbrücke, aber es gibt noch weitere Blätter von ihm, die mehr von der Schrein-Anlage zeigen. Bei seiner Darstellung im Winter fehlen allerdings wichtige Details des Torhauses.

## Bilder

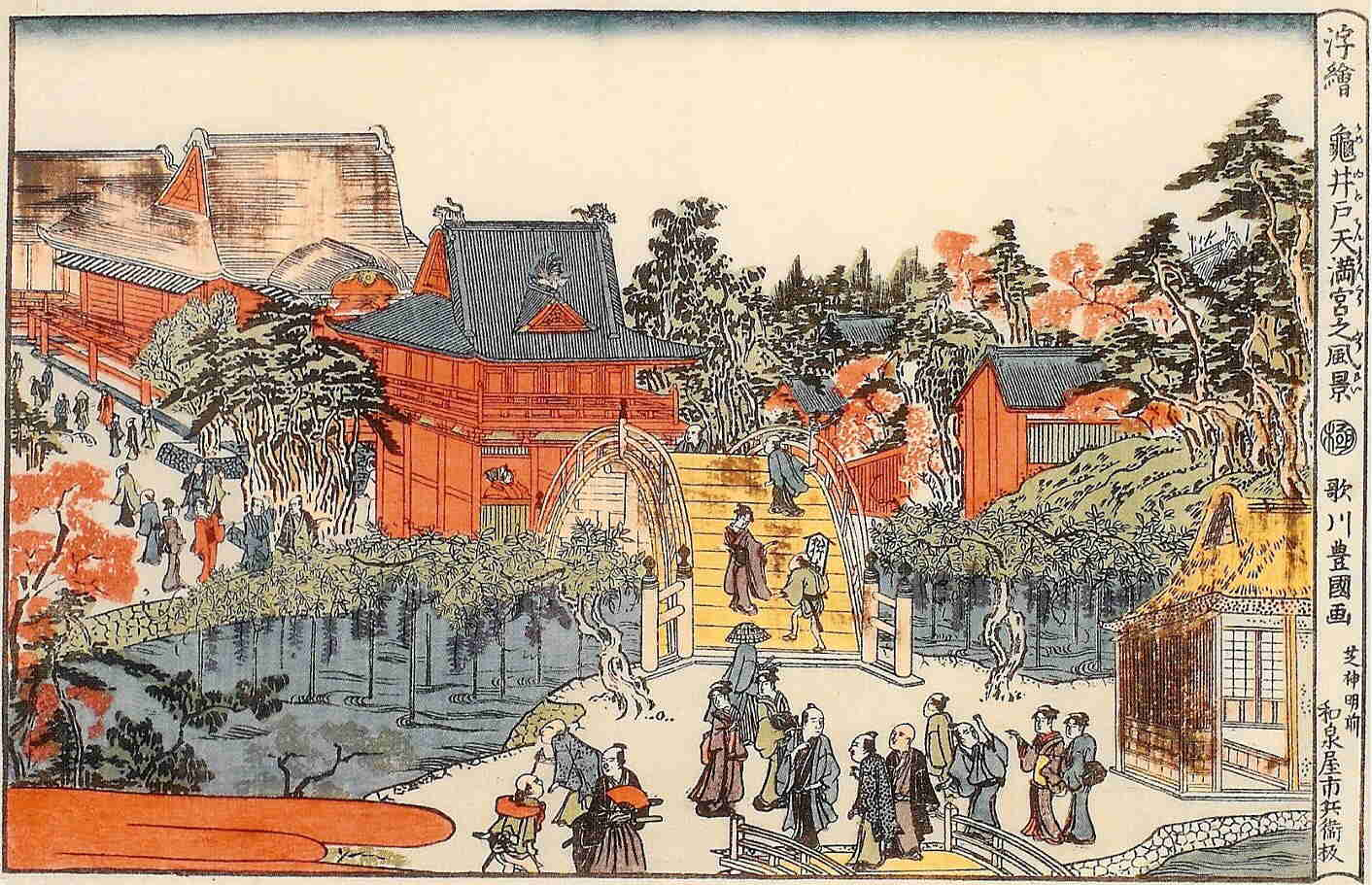
Toyokuni: Kameido (ca. 1780/90)
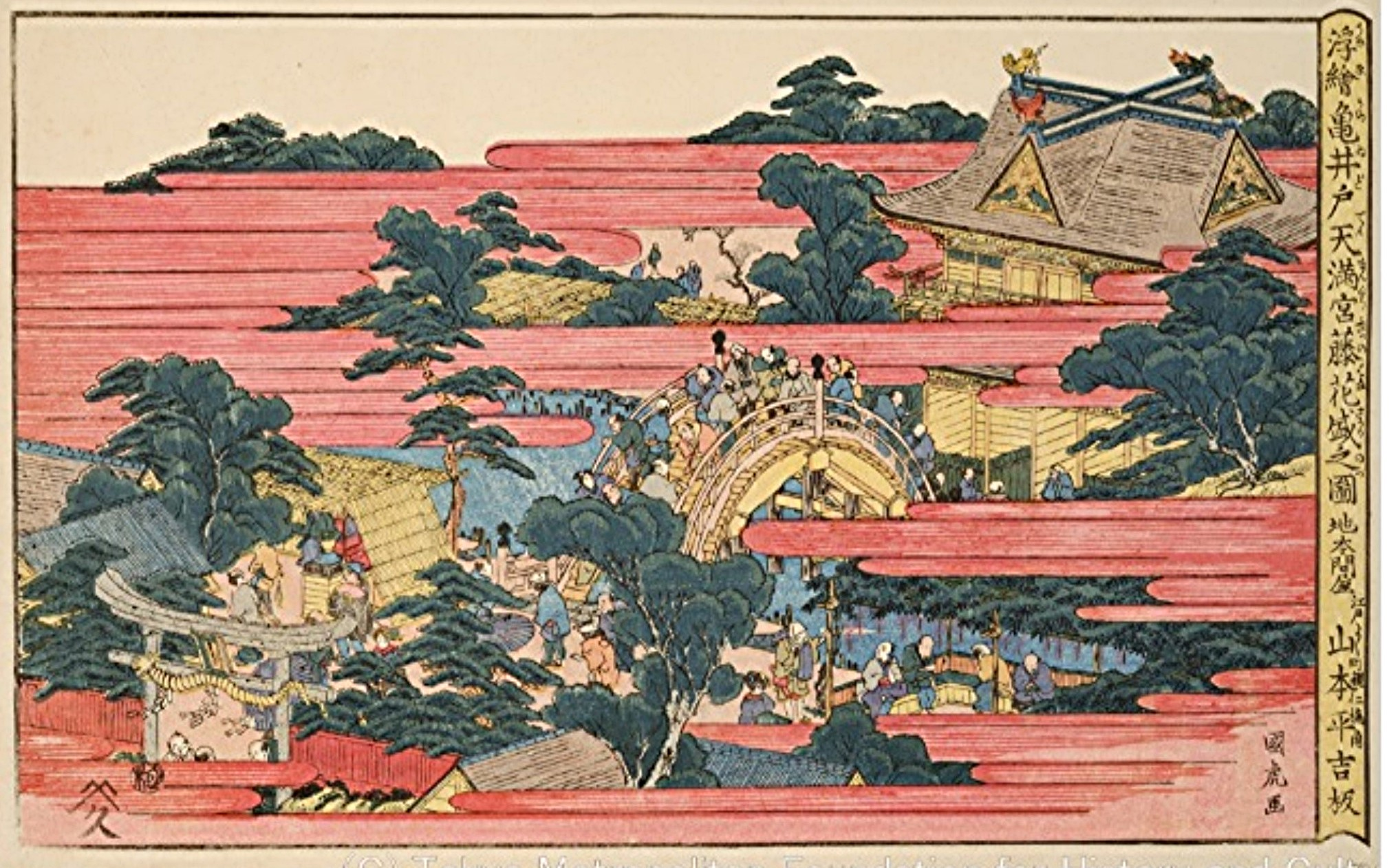
Kunitora: Kameido (ca. 1800)
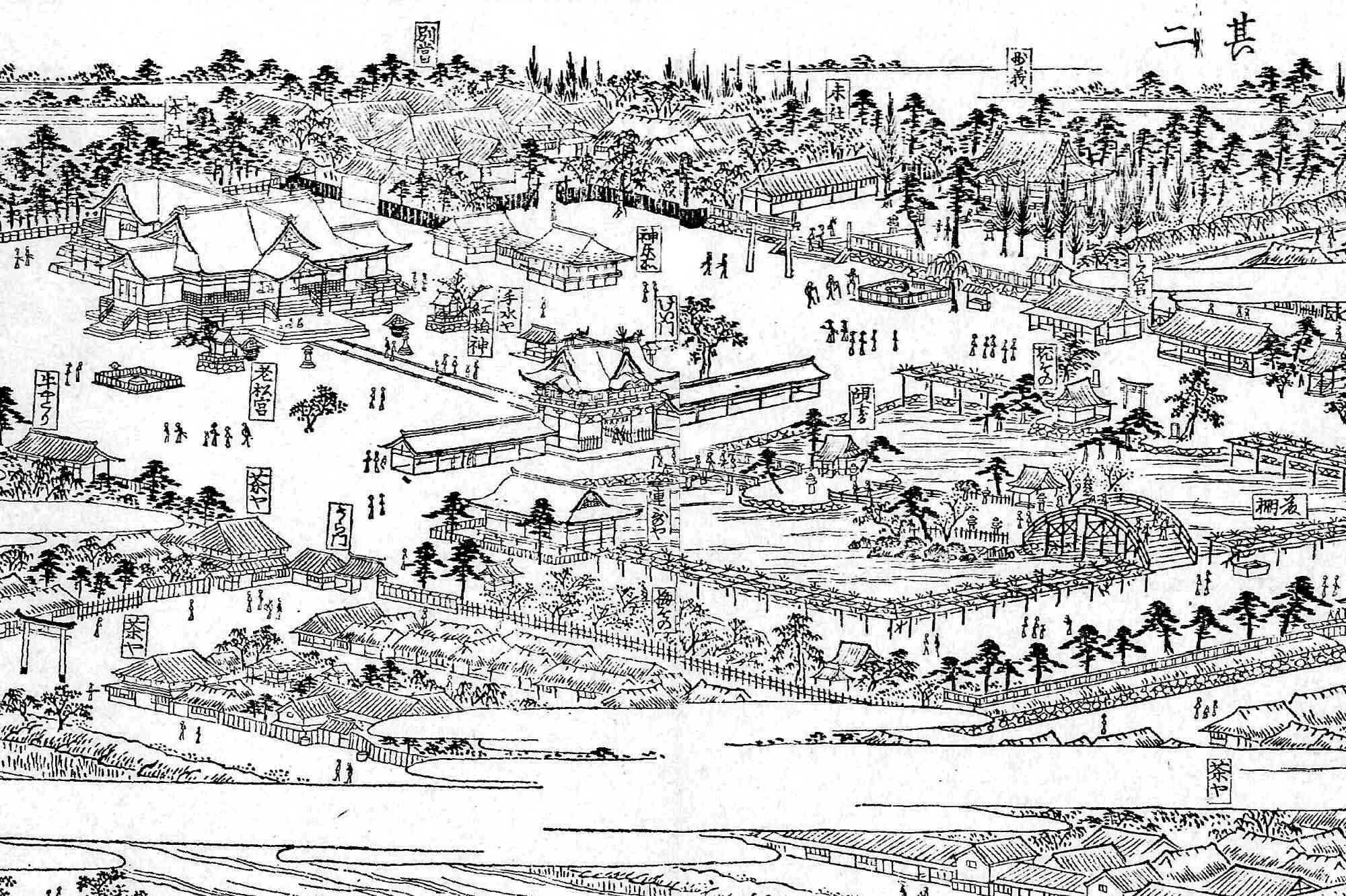
Kameido (Detail) aus Edo meisho zue (1838)
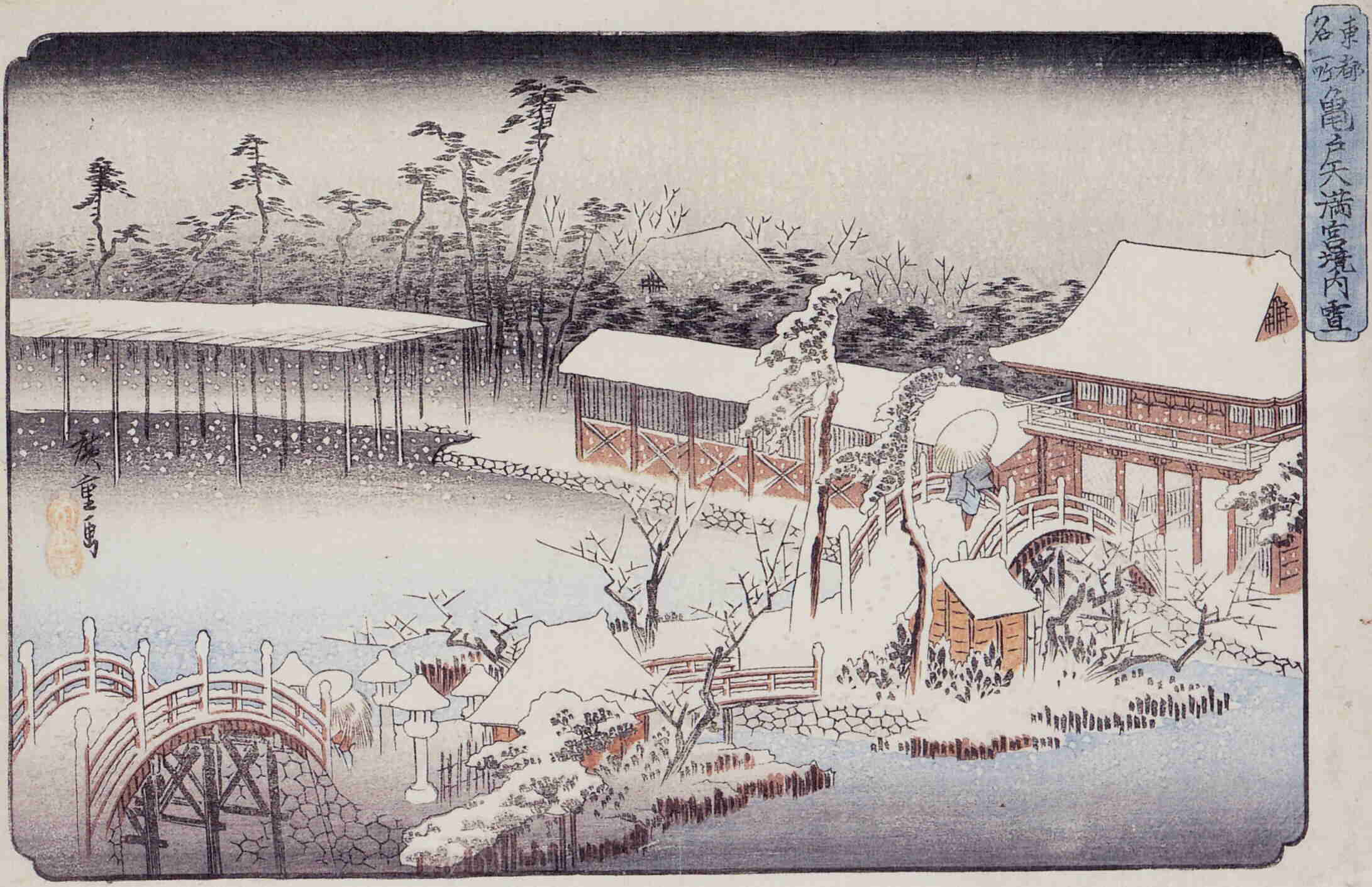
Hiroshige: Kameido im Winter
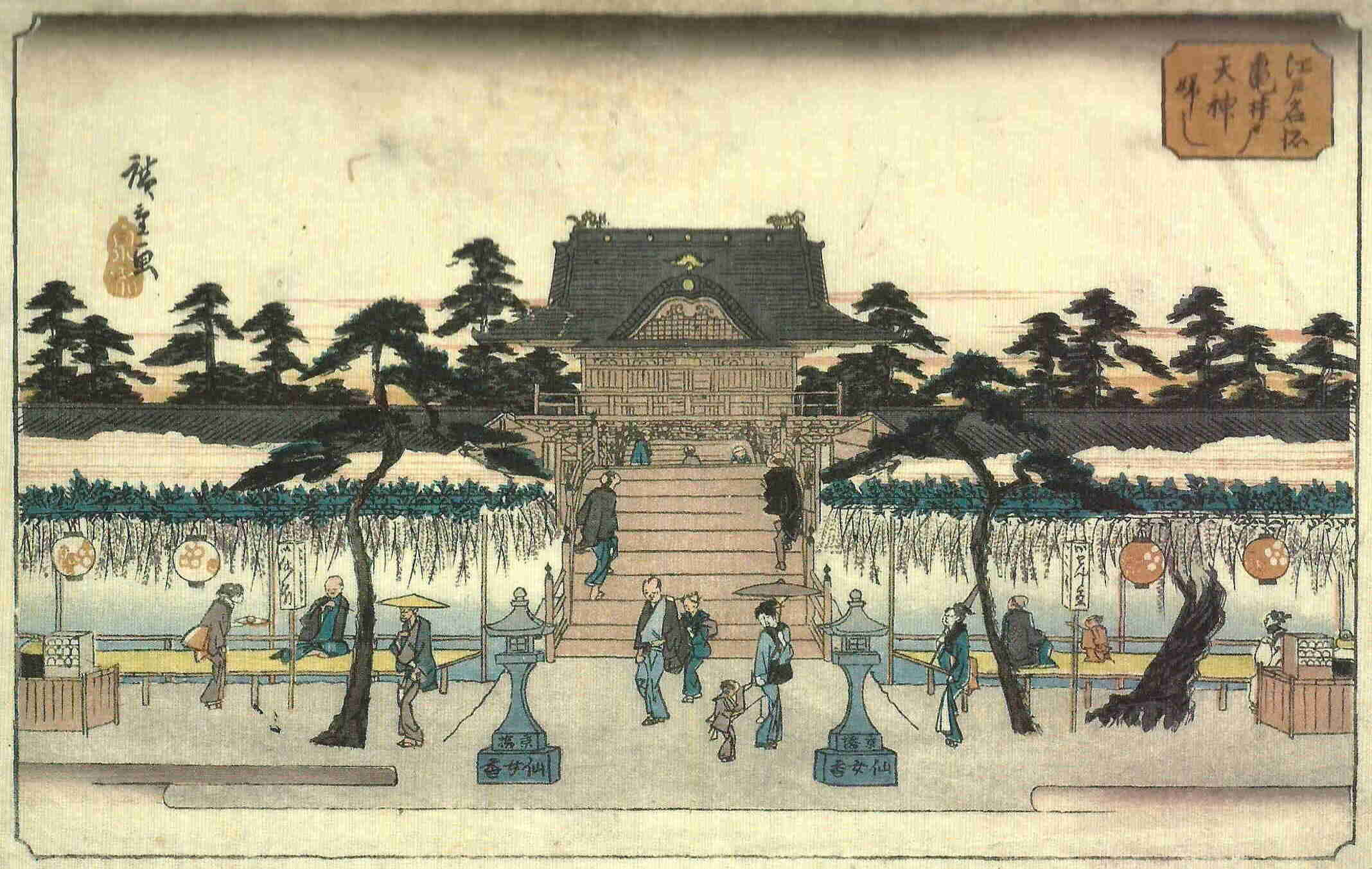
Hiroshige: Kameido von vorne
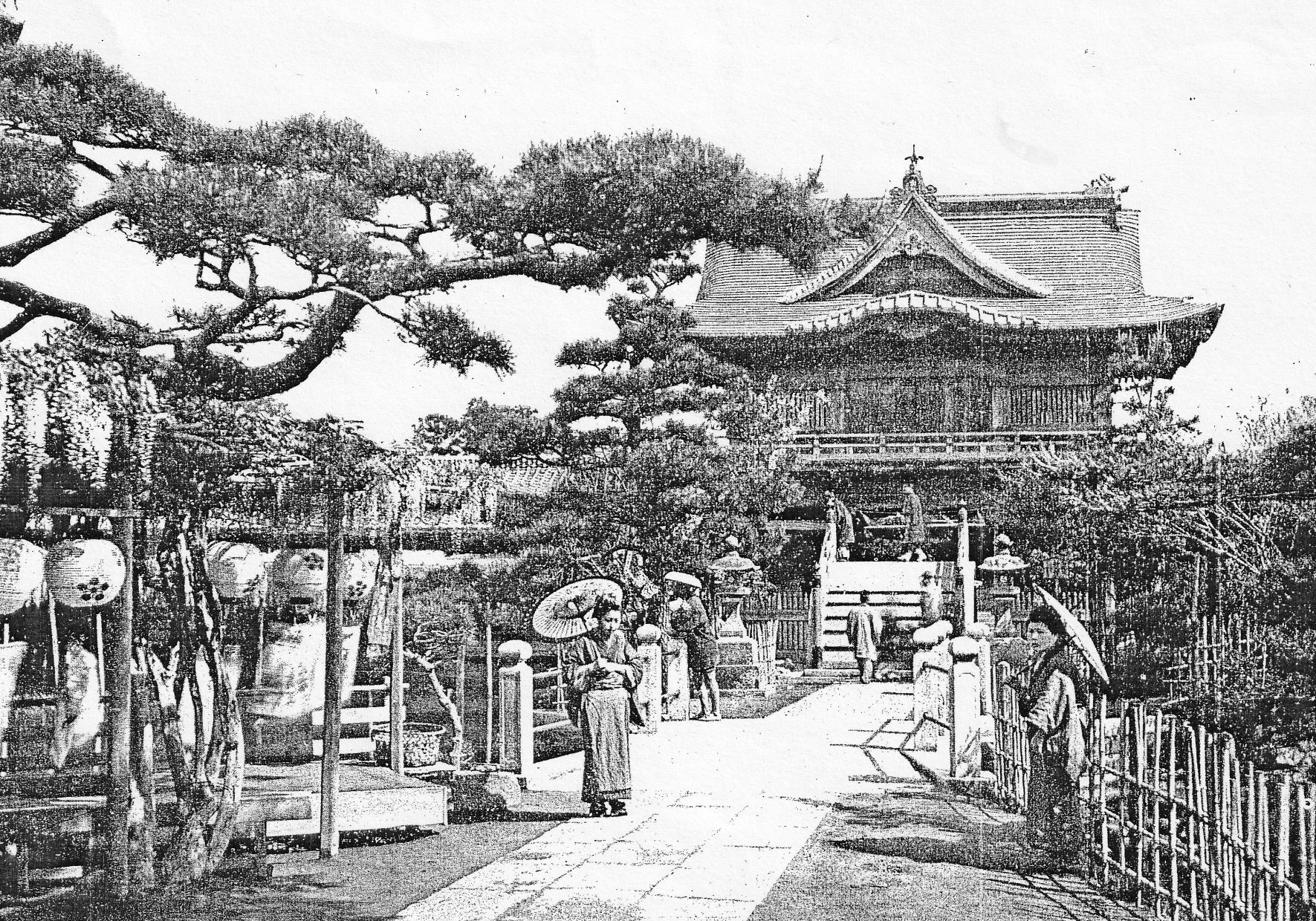
Foto, Anfang 20. Jahrhundert
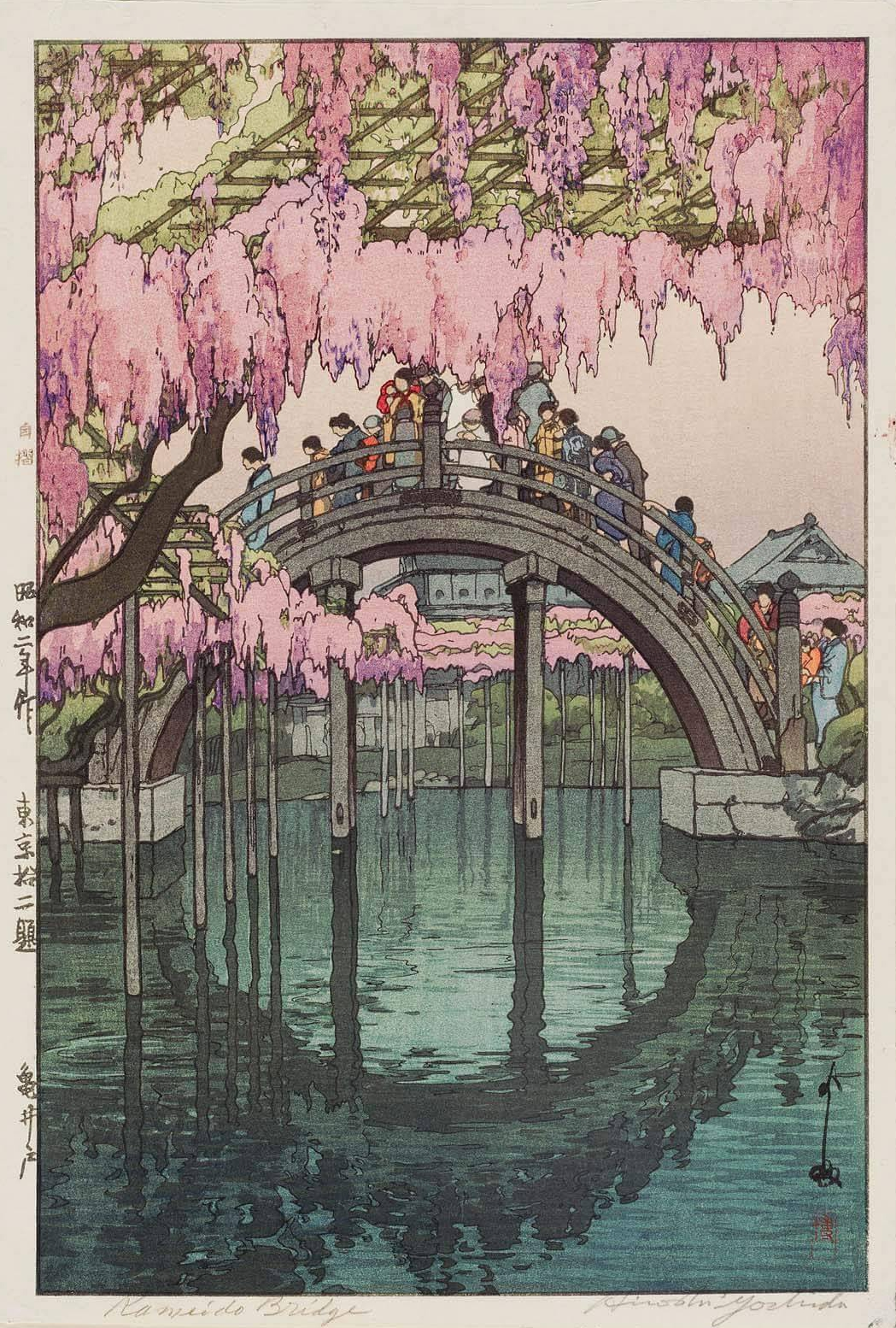
Yoshida Hiroshi, 1927